# محوطه کارز
محوطه کارز مربوط به دوره اشکانیان است و در شهرستان اسلام‌آباد غرب، بخش مرکزی، دهستان حومه شمالی، ۱/۲۵ کیلومتری شمال روستای چفته واقع شده و این اثر در تاریخ ۲۶ اسفند ۱۳۸۷ با شمارهٔ ثبت ۲۵۷۱۳ به‌عنوان یکی از آثار ملی ایران به ثبت رسیده است.